# ألفريد بوتييه
ألفريد بوتييه (بالفرنسية: Alfred Potier)‏ (و. 1840 – 1905 م) هو فيزيائي من فرنسا . ولد في باريس .
وكان عضواً في الأكاديمية الفرنسية للعلوم .
توفي في باريس ، عن عمر يناهز 65 عاماً.

## التعليم
تعلم في المدرسة المتعددة التكنولوجية بفرنسا، والمدرسة الوطنية العليا للمناجم في باريس